# Юэн, Виктор
Виктор Юэн (фр. Victor Huen; 21 марта 1874, Кольмар, Эльзас — 15 декабря 1939, Нанси) — французский художник, литограф, иллюстратор и униформист. Виктор Юэн внёс крупный вклад в создание альбомов униформы эпохи Наполеона «Униформа Первой Империи». Иллюстрации Виктора Юэна воспроизводятся во множестве книг о Наполеоновских войнах. Помимо этого, Виктор Юэн активно участвовал в иллюстрировании детских книг.

## Работы в сфере иллюстрации (избранные)
- Les Uniformes du Premier-Empire, 1904-1914 (в составе коллектива художников).
- René Perrout. Le Général Drouot: 1774-1847, Nancy, Édition de la Revue Lorraine illustrée, 1914.
- L'Histoire d'Alsace : racontée aux petits enfants d'Alsace et de France, 1915, совместно с художником Анси.
- La Merveilleuse Histoire du bon Saint Florentin d'Alsace par l'oncle Hansi, 1925, совместно с художником Анси.

## Галерея
- Картины на сюжет Наполеоновских войн
- Французский 9-й гусарский полк.
- Французская гвардейская конная артиллерия.
- Моряк Императорской гвардии.
- Мамлюк Императорской гвардии.
- Сирийский мамлюк, 1799.
- Генерал Клебер в битве при Гелиополисе.
- Генерал Нансути возглавляет атаку кирасир, 1809.
- Генерал Келлерман при Катр-Бра.
- Генерал Дальманн ведёт в атаку гвардейских конных егерей при Эйлау.
- Французская лёгкая пехота ведёт бой в лесу.
- Молодая гвардия в бою.